# Bifrenaria tetragona
Bifrenaria tetragona (Lindl.) Schltr. (1914), es una especie de orquídea epifita originaria de Brasil.

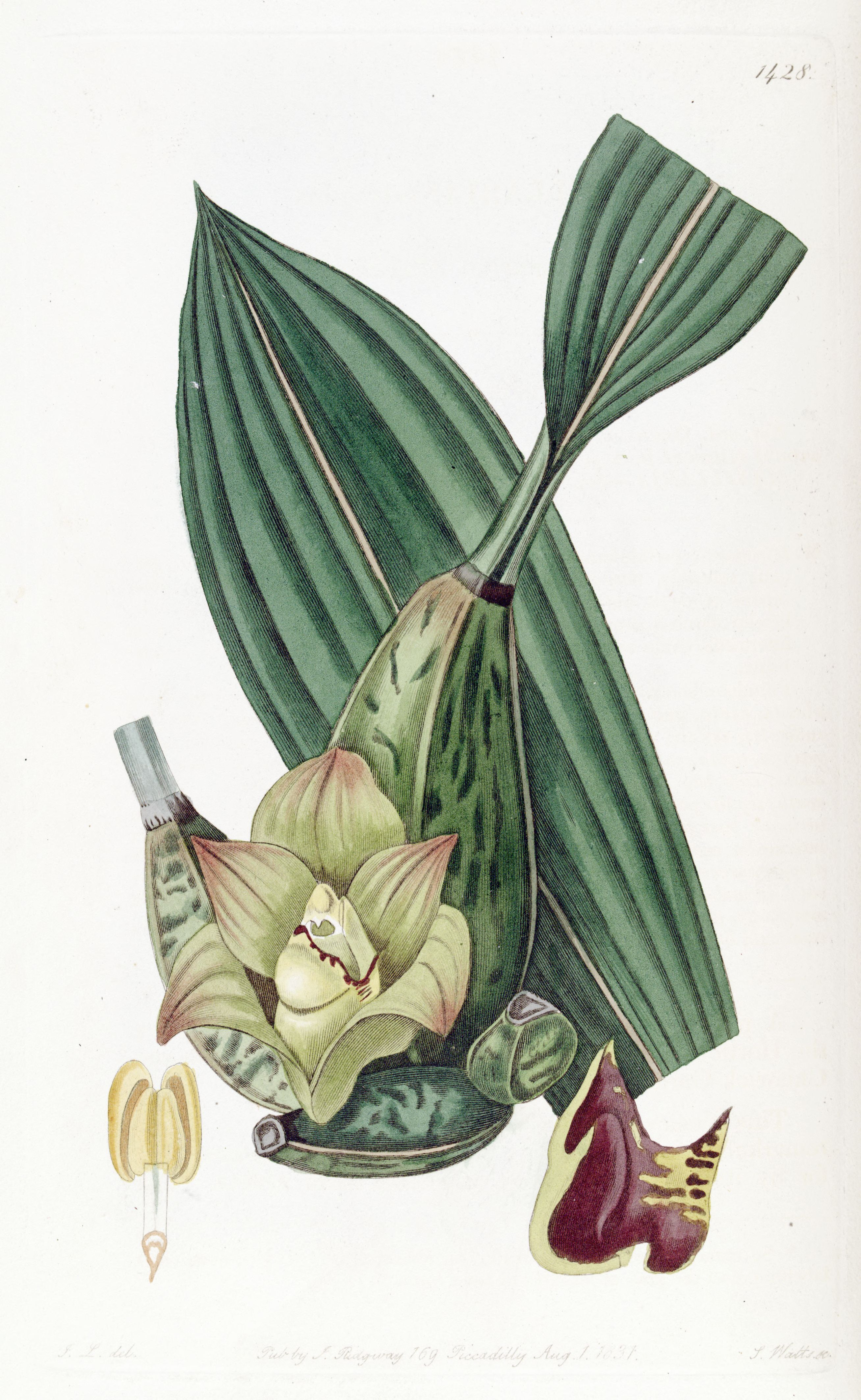

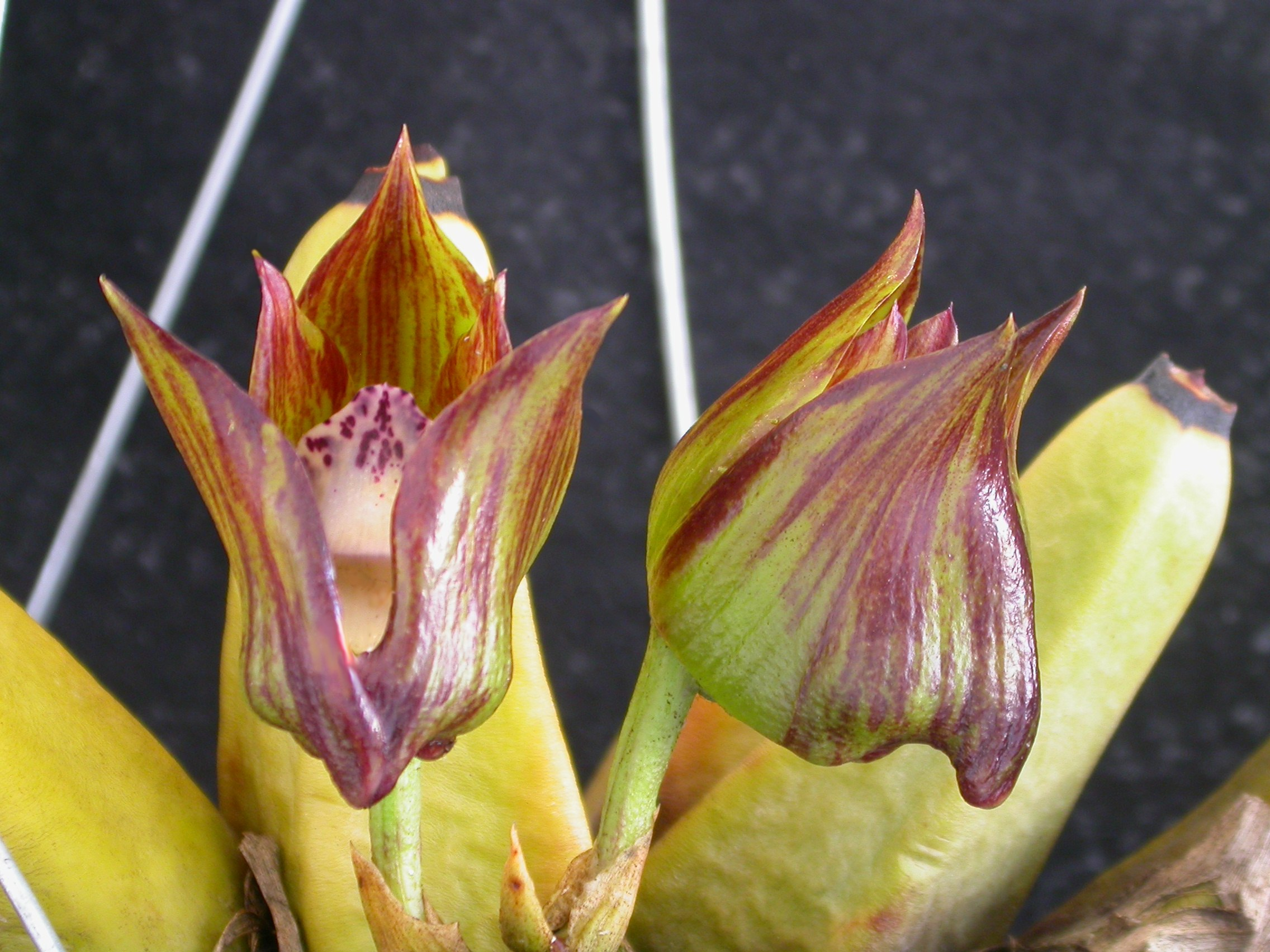
Detalle de la planta

## Características
Es una especie herbácea de tamaño medio que prefiere clima cálido a fresco, es epifita y ocasionalmente litófita se encuentra en espacios abiertos, generalmente entre las rocas con  cuatro pseudobulbos ovoides y con una hoja única, apical,  carnosa, elíptica y estrecha, Florece en una corta inflorescencia en forma de racimo, con flores fragantes [de olor desagradable] ceráceas,  de larga duración y que se producen en la primavera y el verano en Brasil.
Es una especie de orquídeas epífita, ocasionalmente litófita . Con Bifrenaria wittigii, se encuentra en la sección de  Bifrenaria , las cuales mediante la presentación de carnosos labios, forman unas especies  muy diferente de todas las demás, a veces se clasifican en el género Cydoniorchis.  Aunque muy similar a B. wittigii , presenta vellosidad en el lóbulo central del labelo, lo que le confiere un aspecto aterciopelado, el labio de B. tetragona es plano.  Esta especie emana un olor muy fuerte que no puede ser llamado perfume.

## Distribución y hábitat
Se encuentra en el bosque atlántico costero, en el sureste de Brasil en el área de bosques tropicales de montaña en alturas de 300 a 1200 metros.
Crece en los estados de Espíritu Santo a Rio Grande do Sul y Minas Gerais, en Brasil, y habita en bosques húmedos o secos, pero bien soleados.

## Taxonomía
Bifrenaria tetragona fue descrito por (Lindl.) Schltr. y publicado en The Genera and Species of Orchidaceous Plants 152. 1832.
Etimología
Bifrenaria: nombre genérico que deriva de las palabras griegas: bi (dos); frenum freno o tira. Aludiendo a los dos tallos parecidos a tiras, estipes que unen los polinios y el viscídium. Esta característica las distingue del género Maxillaria.

tetragona: epíteto latino que significa "con cuatro ángulos".
Sinonimia
- Maxillaria tetragona Lindl. (1831) (Basionymum)
- Lycaste tetragona (Lindl.) Lindl. (1843)
- Bifrenaria tetragona var. rupicola Hoehne (1950)
- Bifrenaria tetragona var. umbrophila Hoehne (1950)
- Cydoniorchis tetragona (Lindl.) Senghas (1994)
- Bifrenaria calcarata (Vell.) V.P. Castro (1996)
- Epidendrum calcaratum Vell 1881;[3][7][8]